# ギラワリ天文台
IUCAA ギラワリ天文台（ギラワリてんもんだい、英: IUCAA Girawali Observatory）は、インド天文天体物理大学連携センター (IUCAA) が運用する天文台である。IUCAAがあるプネー市の北およそ80kmに位置し、現代的な口径2m反射望遠鏡を有している。

## 沿革
1988年の設立以降、IUCAAは天文学の研究領域を広げ、国内外で多数の天文観測を行うようになったが、専用の望遠鏡は所有していなかった。拡大を続ける天文観測の需要に対し、特に大学部門での教育・研究に利用できる、中口径の望遠鏡を所有することが提案され、IUCAAの理事会やインド政府の大学助成委員会でもこの提案は承認され、IUCAAの専用望遠鏡の建設が決まった。
1996年、イギリスの素粒子物理学・天文学研究委員会 (PPARC) と契約し、王立グリニッジ天文台が口径2mの望遠鏡を提供することになったが、1998年に王立グリニッジ天文台が閉鎖されると、リヴァプールのTelescope Technologies Limitedが業務を引き継いで、望遠鏡を製造した。
2006年2月14日に、試験も含めて望遠鏡の設置作業は完了し、IUCAAによる運用へ移行、5月13日には正式にギラワリ天文台が開所した。

## 立地
ギラワリ天文台は、IUCAAがあるプネー市から北へおよそ80km、ゴデガオン近くの小高い丘の上に位置している。この場所は、観測の効率を上昇させ、運用の負担を軽減するため、プネーから100km以内で好適地を探した結果、選ばれた。同じくIUCAAが運用する巨大メートル波電波望遠鏡からは、西におよそ15kmの場所である。
天文台所在地は標高が約1,000mで、敷地は約100m四方の広さがある。平均的なシーイングは約1.5秒角、夜間の空の典型的な明るさは、ジョンソン-カズンズの標準測光システムでは、Bバンドで1平方秒当たり22等級、Vバンドで1平方秒当たり21等級、Rバンドで1平方秒当たり19.4等級と、プネーに近く、ムンバイからもそう遠くない位置にしては光害にさらされていない。1996年から1997年にかけての現地調査では、冬季の半年間で、一晩の内雲量0の時間が4時間以上ある測光夜がおよそ5割、雲量3オクタ以下の時間が4時間以上ある分光夜なら8割に達している。

## 施設

### 建物
ギラワリ天文台にある主な建築物は、2m望遠鏡を収める望遠鏡棟と、それ以外の部分を担う業務棟で、望遠鏡棟は敷地の北端、業務棟は敷地の南端に配置されている。業務棟には、観測者のための宿泊設備や食堂、図書室なども備わっている。
2m望遠鏡を囲む屋根は、直径約11mの円筒形で、外装には日中の温度上昇と夜間の赤外線放射を抑えるよう、アルミニウム塗料による塗装が施されている。望遠鏡棟の機械類からの排熱は、業務棟近くの大型換気扇を備えた排熱口へ吸い出されるようになっており、熱で望遠鏡周辺のシーイングが悪化しないように配慮されている。

### 望遠鏡

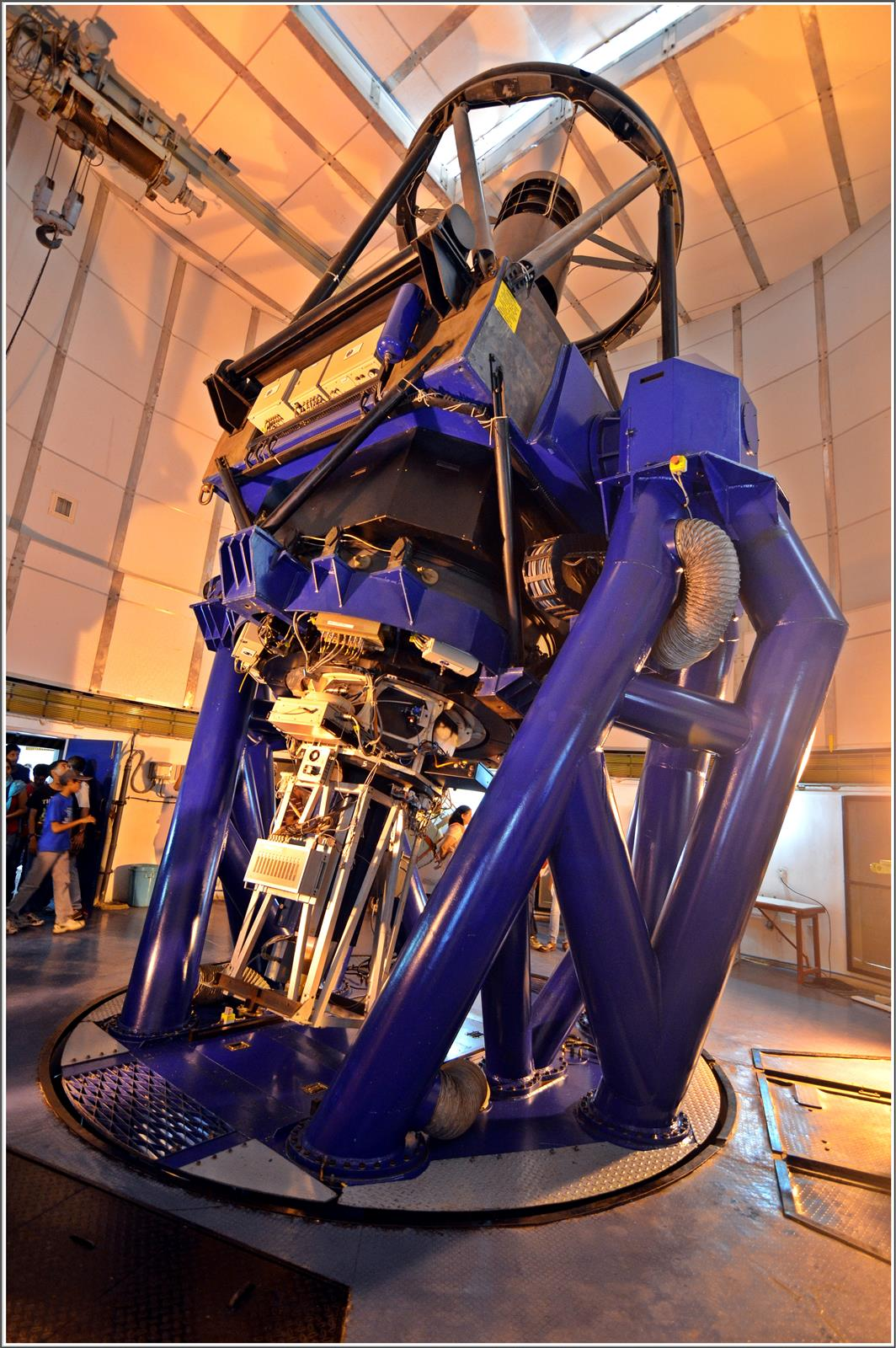
ギラワリ天文台2m望遠鏡

ギラワリ天文台の主力、2m望遠鏡は、光学系がリッチー・クレチアン式、架台は経緯台である。F値は、2mの主鏡がF3、観測に使用するカセグレン焦点ではF10となっている。カセグレン焦点は直射の他に、側面の4ヶ所で焦点を結べるようになっている。

### 観測装置

#### IFOSC
IFOSCは、“IUCAA Faint Object Spectrograph and Camera”（IUCAA微光天体分光撮像装置）の略で、2m望遠鏡の直射カセグレン焦点に取り付けられた、ギラワリ天文台の主力観測装置である。ヨーロッパ南天天文台がコペンハーゲン大学天文台で設計・製作した、EFOSCを元に設計されている。
IFOSCの構想は、
- 撮像観測と分光観測の両立
- 広い視野・広い同時取得波長域
- 迷光の最小化、透過効率の最大化
- どの波長域でも幅広い波長分解能を選択可能

といった点が重視されている。
IFOSCは、検出器に2K×2K、ピクセルサイズが13.5μmのEEV裏面照射型CCDを採用している。撮像観測における空間抽出スケールは44μm/秒角で、視野は10.5分四方、フィルターはU、B、V、R、Iバンドを備えている。分光観測の観測波長域は、350nmから850nmまでで、グリズムを使い分けることで、波長分解能は190から3700までを実現する。
望遠鏡のカセグレンポートとIFOSCの間には、較正系が設けられており、フラットフィールド補正や分光観測の波長較正に使用する光源や、狭帯域フィルターが用意されている。狭帯域フィルターは、半値幅が8.0nmで、波長帯は水素のHαの静止波長とドップラー偏移波長に適応する仕様となっている。

#### PI-CCD
2m望遠鏡カセグレン焦点の側面ポートには、プリンストン・インスツルメンツCCDカメラ (PI-CCD) が取り付けられている。PI-CCDの検出器は1340×1300ピクセルの裏面照射型EEV CCDを採用し、ピクセルサイズは20μmで、IFOSCよりも良好な空間抽出スケールを実現する。波長帯はU、B、V、R、Iバンドで、IFOSCと同じフィルターを使用している。

## 利用
ギラワリ天文台で観測が実施できる時期は、10月から5月までの8ヶ月で、これを4ヶ月ずつ2期に分けて観測提案を募っている。望遠鏡時間のうち、約6割はギラワリ天文台プログラム小委員会 (IGO-TAC) が割り振り、残りの約4割は台長裁量時間、突発現象の緊急観測（ToO観測）、教育用観測計画、天文台プロジェクト、保守・補修などに充てられる。